# Schloss Kirchberg am Walde (Steiermark)

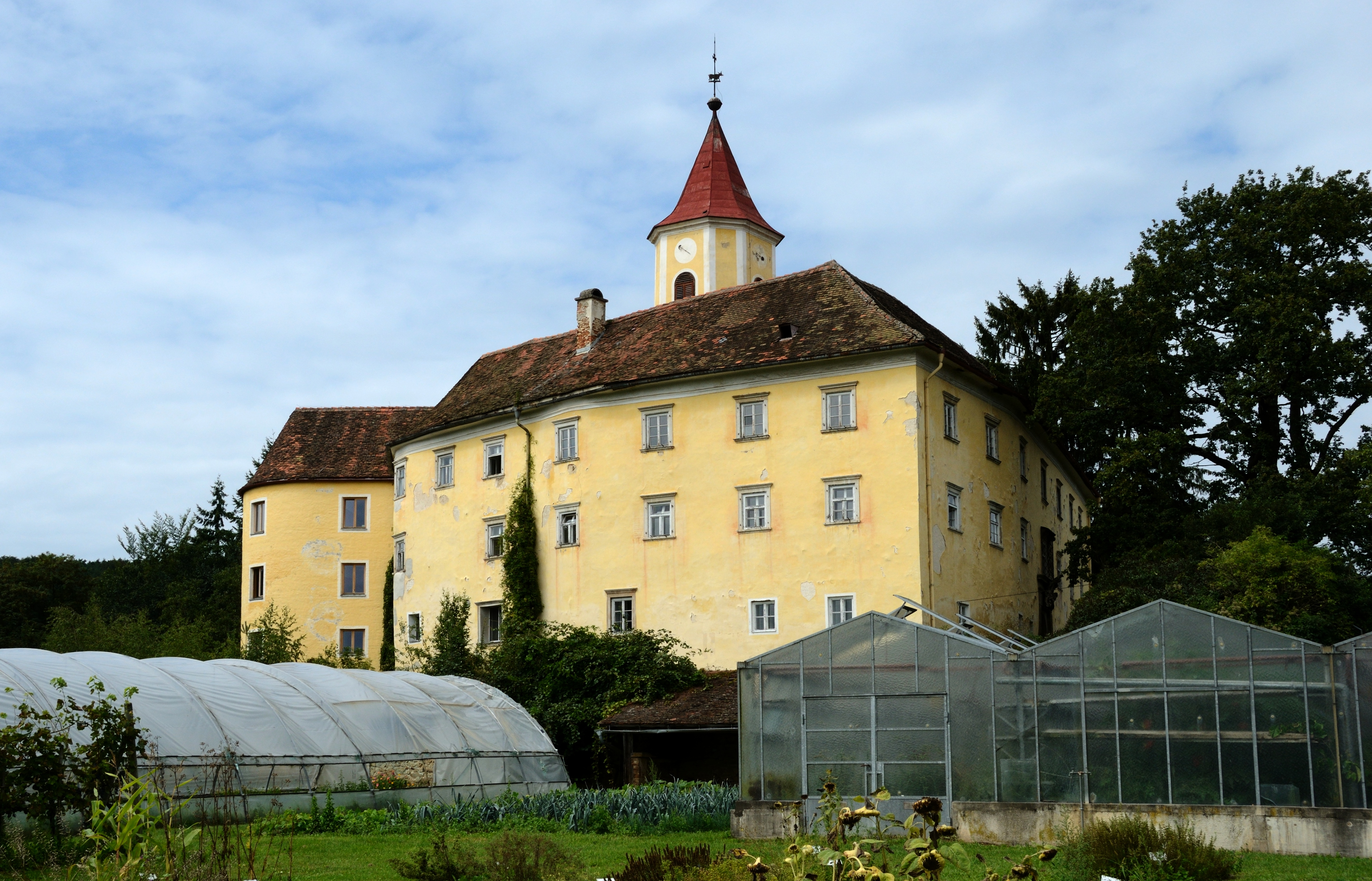
Schloss Kirchberg am Walde bei Grafendorf (Hartberg) in der Steiermark.

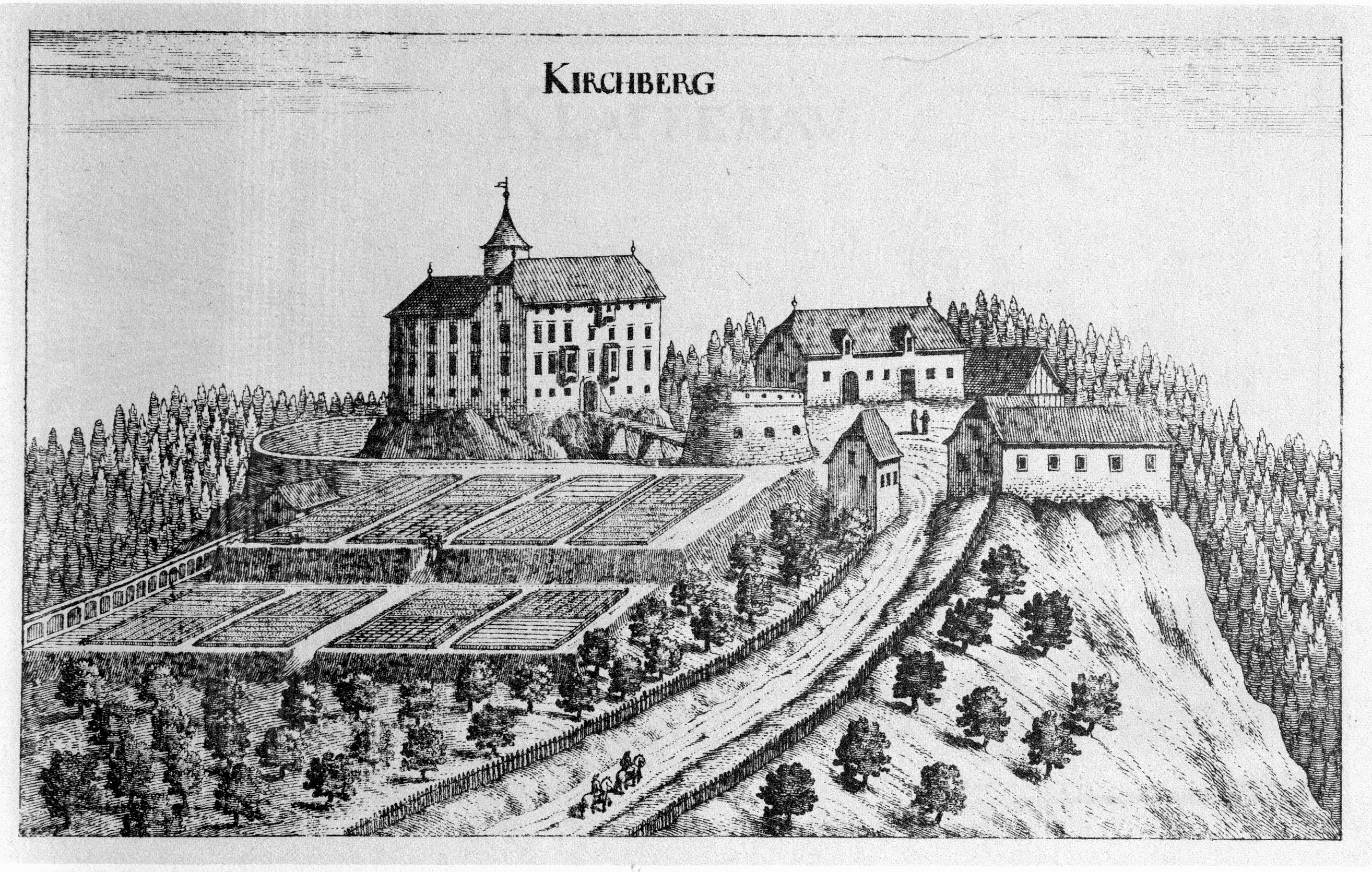
Vischer Stich: Schloss Kirchberg am Walde

Das Schloss Kirchberg am Walde ist ein Schloss in der österreichischen Gemeinde Grafendorf bei Hartberg und steht unter Denkmalschutz (Listeneintrag). Seit 1923 dient es dem Land Steiermark als landwirtschaftliche Fachschule.
Das Schloss wurde um 1130 von Graf Ekbert II. von Formbach-Pitten als Burg erbaut. Sie war Herrschaftssitz und Ausgangspunkt für die Besiedlung und Bewirtschaftung des Gemeindegebietes. Nach der Zerstörung durch die Türken wurde das Schloss 1532 durch die Grafen Trauttmansdorff, die von 1443 bis 1669 Besitzer waren, wiederaufgebaut. Von 1670 bis 1802 gehörte es den Grafen Auersperg, an die das steinerne Auerspergwappen am Hauptportal erinnert. 1802 erstand Hieronymus Wolf die Herrschaft, in dessen Familie sie nun fast ein Jahrhundert verblieb. Dann wechselte das Schloss mehrfach seine Besitzer. 1923 wurde es vom Land Steiermark erworben.
Seit 1923 beheimatet das Schloss Kirchberg am Walde eine Landwirtschaftsschule als Bildungszentrum für Land- und Forstwirtschaft in der Oststeiermark.
Die ebenfalls unter Denkmalschutz stehende Mariensäule (Listeneintrag) beim Schloss stammt laut Chronogramm aus dem Jahre 1667 und wurde wahrscheinlich als Dank für den Sieg über die Türken in der Schlacht bei Mogersdorf 1664 errichtet.